# Ursula Höckmann
Ursula Höckmann, geborene Häfner (* 16. Juli 1938 in München), ist eine deutsche Klassische Archäologin.

## Leben
Ursula Häfner, Tochter des Musikwissenschaftlers Roland Häfner, studierte nach dem Besuch des Maximiliansgymnasiums in München ab dem Wintersemester 1957/58 zunächst an der Universität München, ab dem Wintersemester 1959/60 an der Universität Münster, wo sie 1965 bei Max Wegner promoviert wurde. Ab 1974 war sie als wissenschaftliche Mitarbeiterin an der Johannes-Gutenberg-Universität Mainz tätig, 1980 habilitierte sie sich, 1989 wurde sie zur außerplanmäßigen Professorin ernannt. Ab 1997 war sie Teilprojektleiterin im Sonderforschungsbereich 295 „Kulturelle und sprachliche Kontakte. Prozesse des Wandels in historischen Spannungsfeldern Nordostafrikas/Westasiens“, 2003 trat sie in den Ruhestand.
Ursula Höckmann war  mit dem Prähistoriker Olaf Höckmann (1935–2023) verheiratet.

## Veröffentlichungen (Auswahl)
- Das Kunstschaffen Lakoniens in archaischer Zeit. Dissertation Münster 1965.
- Antike Bronzen. Eine Auswahl (= Kataloge der Staatlichen Kunstsammlungen Kassel Bd. 4). Kassel 1972
- mit Antje Krug (Hrsg.): Festschrift für Frank Brommer. Zabern, Mainz 1977, ISBN 3-8053-0155-3.
- Die Bronzen aus dem Fürstengrab von Castel San Mariano bei Perugia (= Katalog der Bronzen. Staatliche Antiksammlungen München Bd. 1). C. H. Beck, München 1982, ISBN 3-406-08751-5 (Habilitationsschrift).
- Bad Schwalbach – Bochum – Bonn – Darmstadt – Essen – Frankfurt – Kassel – Köln – Mainz – Mannheim – Schloß Fasanerie bei Fulda (= Corpus Speculorum Etruscorum. Bundesrepublik Deutschland Bd. 1). Hirmer, München 1987, ISBN 3-7774-4360-3.
- Zyprisch-griechische Plastik aus Naukratis und dem übrigen Ägypten. Kouroi, andere griechische Figurentypen und plastisch verzierte Gefäße. In: Archäologische Studien zu Naukratis II. Wernersche Verlagsgesellschaft, Worms 2007, ISBN 978-3-88462-233-9, S. 13–307.
- (Hrsg.): Griechische Keramik des 7. und 6. Jhs. v. Chr. aus Naukratis und anderen Orten in Ägypten (= Archäologische Studien zu Naukratis Bd. 3). Wernersche Verlagsgesellschaft, Worms 2012, ISBN 978-3-88462-318-3.
- mit Renate Bol, Patrick Schollmeyer (Hrsg.): Kult(ur)kontakte – Apollon in Milet/Didyma, Histria, Myus, Naukratis und auf Zypern. Akten des Table Ronde in Mainz vom 11.–12. März 2004. Verlag Marie Leidorf, Rahden/Westf. 2008, ISBN 978-3-89646-441-5.